# Kemmern
Kemmern – miejscowość i gmina w Niemczech, w kraju związkowym Bawaria, w rejencji Górna Frankonia, w regionie Oberfranken-West, w powiecie Bamberg. Leży około 6 km na północ od centrum Bamberga, nad Menem, przy drodze B4, B173 i linii kolejowej Norymberga – Lipsk.

## Demografia
| Rok  | Liczba mieszk. |
| ---- | -------------- |
| 1970 | 1923           |
| 1987 | 2188           |
| 2000 | 2565           |
| 2005 | 2659           |
| 2006 | 2592           |

## Religia
- katolicy – 2230
- ewangelicy – 263
- inni – 166

## Oświata
(na 1999)

W gminie znajduje się 100 miejsc przedszkolnych (z 79 dziećmi), szkoła podstawowa (9 nauczycieli, 117 uczniów) oraz dwie biblioteki.

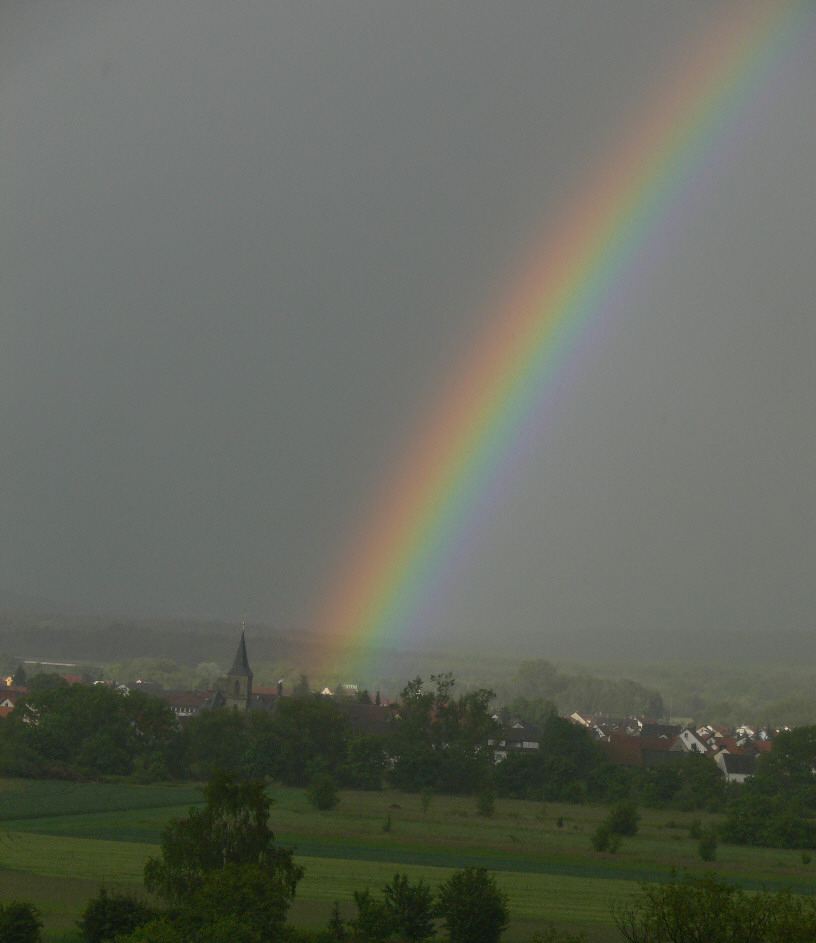
Kemmern